# SONACA
SONACA (francouzsky Société Nationale de Construction Aérospatiale SA, ~ Národní podnik pro leteckou a kosmickou výrobu, a.s.) je belgický letecký výrobce. Původně vznikl jako Avions Fairey, filiálka britské Fairey Aviation Company. Poté, co finanční problémy společnosti Fairey vedly v roce 1977 k uvalení nucené správy, byla společnost Avions Fairey převzata do vlastnictví belgické vlády, zčásti pro zmírnění sociálního dopadu, zčásti kvůli zajištění licenční výroby stíhacího letounu General Dynamics F-16 Fighting Falcon. 
Většinovým vlastníkem je stále regionální investiční společnost vlády Valonska (Société régionale d'Investissement de Wallonie, SRIW). 

## Historie
V letech 1979 až 1991 SONACA v licenci americké společnosti General Dynamics vyrobila 220 strojů F-16 pro belgické a dánské letectvo. V roce 1979 se připojila k belgickému konsorciu Belairbus, vyrábějícímu díly pro Airbus.
V roce 1990 se SONACA stala partnerem brazilského programu Embraer Regional Jet.

## Brazílie
V roce 2000 SONACA založila společný podnik s brazilským výrobcem Embraer nedaleko jeho hlavního výrobního závodu v São José dos Campos, podnikající pod názvem SOBRAER a zaměřený zejména na výrobu částí trupů. Od roku 2004 zde také vlastní firmy PESOLA a SOPEÇAERO, vyrábějící menší součásti letadel.

## Severní Amerika
Od roku 2003 má SONACA výrobní závod v quebeckém Mirabelu. Zakoupila také společnosti LMI Aerospace v americkém St. Louis.

## Letadla
Roku 2016 kromě licenční výroby součástí pro typy jiných výrobců SONACA navrhla první letoun vlastní konstrukce, jednomotorový vrtulový dvoumístný cvičný typ Sonaca 200.